# Club Deportivo Ilunion
El Club Deportivo Ilunion es un equipo de baloncesto en silla de ruedas de Madrid, España. Fue creado en 1994 por la Fundación ONCE como Club Deportivo Fundosa, denominación que mantuvo durante veinte años, hasta adoptar la actual en 2014. Es el club de baloncesto en silla de ruedas más laureado de España y uno de los dos equipos españoles que ha logrado el Campeonato de Europa.

## Historia

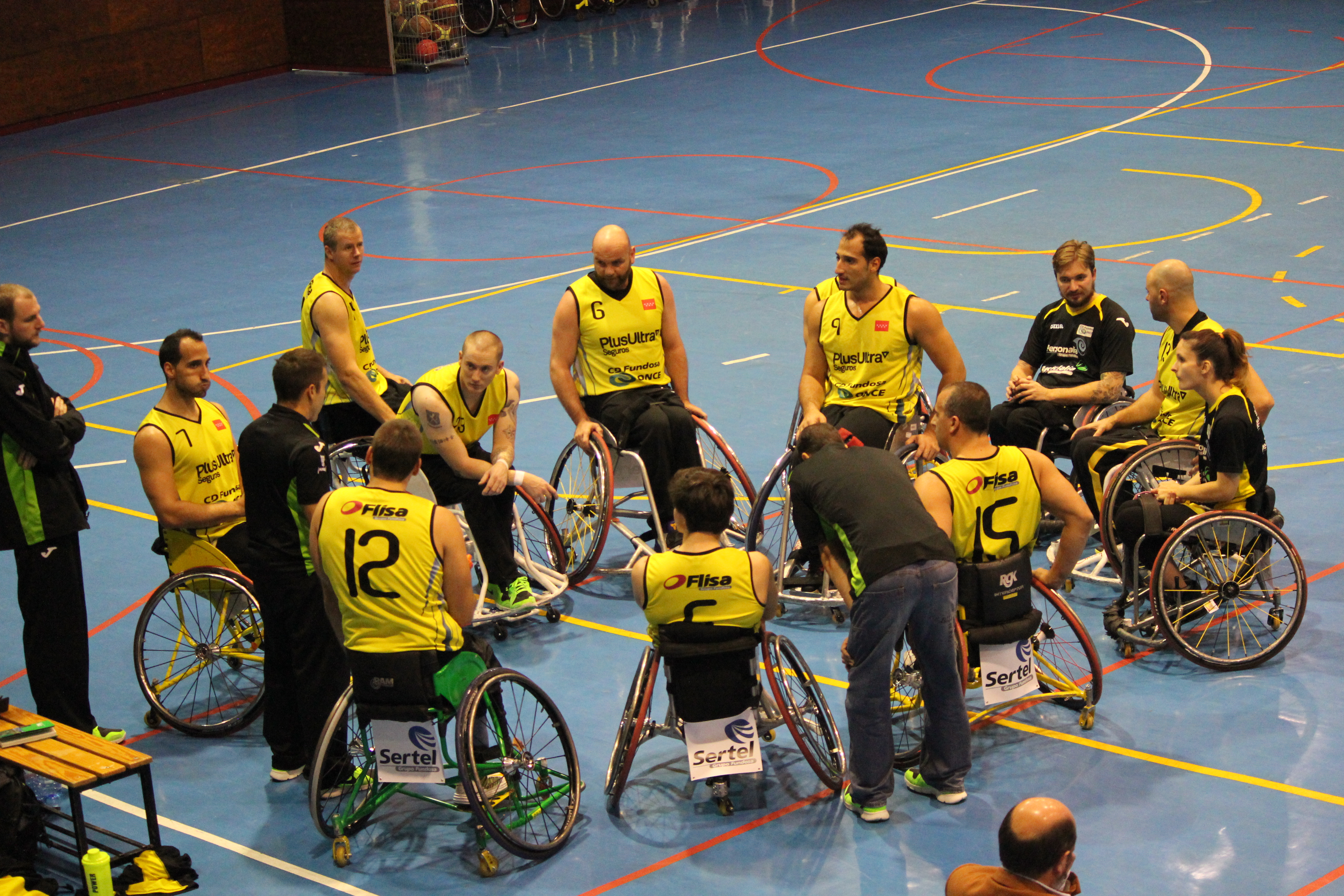
CD Fundosa durante un partido en 2013.

El club fue creado en 1994 por la Organización Nacional de Ciegos Españoles (ONCE) a través de su Fundación, adquiriendo los derechos federativos del CD ONCE Andalucía y su plaza en la máxima categoría de liga, la División Honor. El nombre inicial del nuevo club, Fundosa, era el de su patrocinador, el grupo empresarial propiedad de la Fundación ONCE. La temporada 2014-2015, debido a la transformación de la marca Fundosa en Ilunión, el club cambió su denominación, colores y escudo, adaptándose a la imagen de su patrocinador.
El club ha sido el gran dominador las competiciones domésticas españolas. En 1997 se convirtió en el primer club español en conquistar el Campeonato de Europa de la IWBF, título que repitió en 2016 y 2017. Ha sido subcampeón continental en otras cinco ocasiones (1996, 1998, 2003, 2014 y 2015).

## Trayectoria
| Temporada | Liga              | Pos | Copa del Rey     | Competiciones europeas | Competiciones europeas |
| --------- | ----------------- | --- | ---------------- | ---------------------- | ---------------------- |
| 1994–95   | División de Honor | 1º  | Campeón          | European Champions Cup | 3º                     |
| 1995–96   | División de Honor | 1º  | Campeón          | European Champions Cup | 2º                     |
| 1996–97   | División de Honor | 1º  | Campeón          | European Champions Cup | C                      |
| 1997–98   | División de Honor | 1º  | Campeón          | European Champions Cup | 2º                     |
| 1998–99   | División de Honor | 1º  | Campeón          | European Champions Cup | 3º                     |
| 1999–00   | División de Honor | 1º  | Campeón          | European Champions Cup | QR                     |
| 2000–01   | División de Honor | 1º  | Campeón          | European Champions Cup | 4º                     |
| 2001–02   | División de Honor | 1º  | Subcampeón       | European Champions Cup | 4º                     |
| 2002–03   | División de Honor | 2º  | 3º               | European Champions Cup | 2º                     |
| 2003–04   | División de Honor | 3º  | Subcampeón       | European Champions Cup | 3º                     |
| 2004–05   | División de Honor | 3º  | Subcampeón       | European Champions Cup | 6º                     |
| 2005–06   | División de Honor | 3º  | 3º               | European Champions Cup | 4º                     |
| 2006–07   | División de Honor | 1º  | Campeón          | European Champions Cup | 5º                     |
| 2007–08   | División de Honor | 2º  | Campeón          | European Champions Cup | 5º                     |
| 2008–09   | División de Honor | 1º  | Campeón          | European Champions Cup | 5º                     |
| 2009–10   | División de Honor | 2º  | Cuartos de final | European Champions Cup | 7º                     |
| 2010–11   | División de Honor | 2º  | Campeón          | European Champions Cup | 6º                     |
| 2011–12   | División de Honor | 1º  | Campeón          | European Champions Cup | 4º                     |
| 2012–13   | División de Honor | 1º  | Campeón          | European Champions Cup | 3º                     |
| 2013–14   | División de Honor | 1º  | Campeón          | European Champions Cup | 2º                     |
| 2014–15   | División de Honor | 1º  | Campeón          | European Champions Cup | 2º                     |
| 2015–16   | División de Honor | 1º  | Campeón          | European Champions Cup | C                      |
| 2016–17   | División de Honor | 1º  | Campeón          | European Champions Cup | C                      |
| 2017–18   | División de Honor | 3º  | Campeón          | European Champions Cup | 2º                     |
| 2018–19   | División de Honor | 1º  | Campeón          | European Champions Cup | 2º                     |
| 2019–20   | División de Honor | 1º  | Campeón          | European Champions Cup | ND                     |

## Palmarés
- División de Honor (18): 1995, 1996, 1997, 1998, 1999, 2000, 2001, 2002, 2007, 2009, 2012, 2013, 2014, 2015, 2016, 2017, 2019, 2020, 2025
- Copa de S.M. El Rey (21): 1995, 1996, 1997, 1998, 1999, 2000, 2007, 2008, 2009, 2011, 2012, 2013, 2014, 2015, 2016, 2017, 2018, 2019, 2020, 2024, 2025
- Supercopa de España (2): 2023, 2024[2]
- European Champions Cup (3): 1997, 2016, 2017